# Jørgen Wright Cappelen

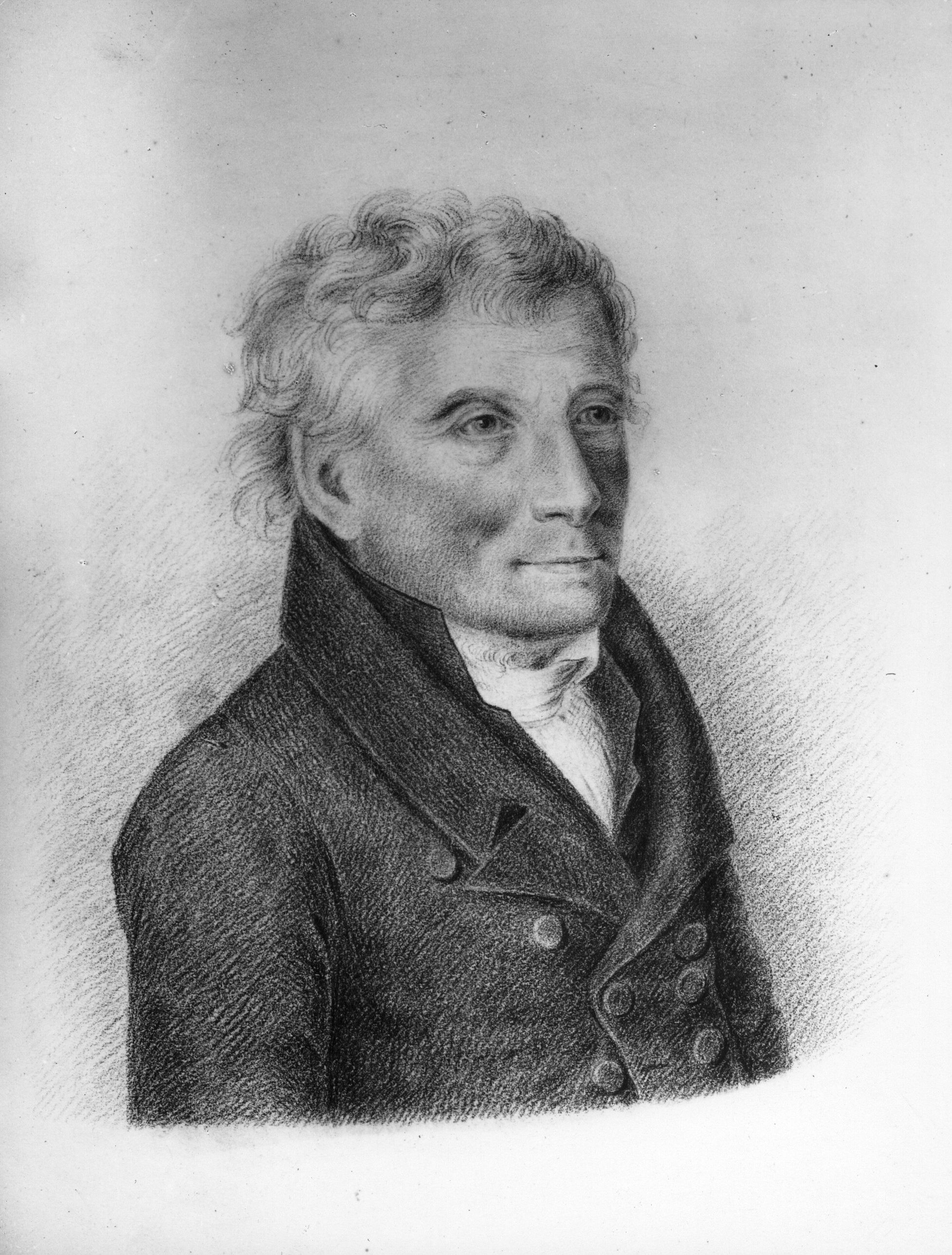
Jørgen Wright Cappelen

Jørgen Wright Cappelen, auch J. W. Cappelen, (geboren am 10. August 1805 in Porsgrunn, Telemark; gestorben am 6. Oktober 1878 in Oppegård) war ein norwegischer Buchhändler und Verleger.

## Leben
Cappelen war ein Sohn des Reeders Ulrik Fredrik von Cappelen (1770–1820) und dessen Frau Benedicte Henriette (geborene Aall; 1772–1812). Sein Vater war Schiffseigner und Kaufmann, der nach dem Englisch-Dänischen Krieg von 1807–1814 wirtschaftliche Probleme bekam. Er verlor beide Eltern, bevor er erwachsen war.
Im Jahr 1824 trat Cappelen der dänischen Missionsgesellschaft bei. Er besuchte in Basel ein Seminar und absolvierte eine Ausbildung zum Missionar. Anschließend bereiste er Europa und Norwegen. Seinen Plan, Missionar in Afrika zu werden, musste er aufgrund gesundheitlicher Probleme aufgeben. So begann er 1827 ein Studium der Theologie an der Universität Christiania. Zwei Jahre später brach er das Studium ab. Er hatte während seiner Reisen im In- und Ausland mit Missionsliteratur gearbeitet und erkannt, welche Möglichkeiten diese bot.
1829 eröffnete er seine erste Buchhandlung in Christiania (dem späteren Oslo) an der Straßenecke zwischen der Storgata und der Brugata. Bis dahin gab es in der norwegischen Hauptstadt lediglich kleinere Buchhandlungen, die überwiegend religiöse Broschüren und Schulbücher verkauften. Cappelen reiste ins Ausland und erwarb dort Bücher, Karten, Kupferstiche und Musikalien, alles, was seiner Meinung nach für das heimische Publikum interessant sein würde. Sein Geschäft entwickelte sich bald zur ersten Großsortimentbuchhandlung des Landes. Er arbeitete mit Verlagen in Dänemark, Schweden und Deutschland zusammen und stellte für sein Unternehmen dänische Assistenten wie Johan Fjeldsted Dahl ein, der später zu seinem bedeutendsten Konkurrenten in diesem Geschäft wurde. Bereits in den 1830er Jahren erweiterte er sein Sortiment, indem er Musikinstrumente wie Klaviere (beispielsweise der Firmen Pleyel oder Érard) und Orgelharmonikas, Lithografien und medizinische Geräte anbot. Ein weiterer wichtiger Geschäftszweig war der Handel mit Seekarten und nautischen Hilfsmitteln.
Im Jahr 1843 erwarb Cappelen das Anwesen Collettgaard (Collettgården) in der Kirkegata 15, einen alten Gutshof. Er verlegte die Geschäftsräume dorthin, wo das Unternehmen blieb, bis der Komplex 1938 abgebaut und im norwegischen Volkskundemuseum wieder aufgebaut wurde. Der J. W. Cappelens Forlag wurde im Neubau eines achtstöckigen Geschäftsgebäudes bis 1989 an dieser Adresse fortgeführt.
In den 1840er Jahren arbeitete Cappelen gemeinsam mit Peter Andreas Munch an einer Übersichtskarte von Südnorwegen.
Am 10. Januar 1851 war Cappelen an der Gründung des norwegischen Buchhändlerverbandes beteiligt, dessen erster Vorsitzender er bis zum 16. Februar 1870 war. Nach dem Bruch mit Dänemark erhielten norwegische Verleger durch das sogenannte Gegenseitigkeitsgesetz das Recht, ältere Bücher, die in der Schule oder Kirche verwendet worden waren, kostenlos nachzudrucken. Cappelen verlegte Gesangbücher, Erbauungsschriften oder Katechismen. Bei dänischen Druckereien konnte er Auflagen von mehreren Tausend Exemplaren bestellen. Viele der älteren Bücher wurden in Norwegen gut angenommen. In den 1860er Jahren wurde sein Verlag zum führenden Schulbuchverlag des Landes. Er gab auch Fachbücher unterschiedlichster Art heraus.
Cappelen importierte unter anderem eine Orgel von Walcker & Co. (Eberhard Friedrich Walcker) in Ludwigsburg für die Johannis-Kirche in Oslo. Er wurde in der Østre-Akers-Kapelle im Familiengrab bei seiner Frau und seinem ältesten Sohn beigesetzt.
Nach seinem Tod wurde das Unternehmen zunächst gemeinsam von seinem Sohn Jørgen Wright Cappelen und dem Schwiegersohn Jacob Stolt übernommen. Nach dessen Tod wurde Cappelen Alleineigentümer. Der Verlag blieb bis 1984 in Familienbesitz.

## Familie
Cappelen war seit dem 17. März 1842 mit der Sängerin und Schauspielerin Frederikke Helene (geborene Schwirtz; 15. Mai 1819 – 9. Januar 1870) verheiratet, einer Tochter des Inspektors Johan Ludvig Schwirtz und der Anne Margrethe (geborene Amment).
- Anna Cappelen (1843–1903) ⚭ Henrik Steffens Hagerup
- Benedicte Henriette Cappelen (1845–1904) ⚭ Jacob Stolt (1822–1894)
- Jacob Wright Cappelen (1847–1875)
- Fredrikke Helene Cappelen (* 10. Mai 1849 – 1923)
- Jørgen Wright Cappelen II (5. Mai 1857 – 1934) ⚭ 4. März 1890 mit Christine Johanne Eveline (geborene Schee; * 15. Dezember 1869)
  - Jørgen Wright Cappelen III (30. Januar 1891 – 1982)
    - Peder Wright Cappelen (* 18. Januar 1931 – 1992)

  - Jacob Wright Cappelen (* 26. März 1892)
  - Emil Wright Cappelen (* 29. März 1893)
  - Astrid Wright Cappelen (* 7. April 1894)
  - Fridtjof Wright Cappelen (* 27. Oktober 1895)

Er war ein Neffe von Didrich von Cappelen (1761–1828) und Peder von Cappelen (1763–1837). Seine Brüder waren Nicolai Benjamin Cappelen (15. September 1795–1866) und Ulrik Frederik Cappelen (13. Mai 1797 – 24. November 1864).

## Werke (Auswahl)
Als Übersetzer
- Det evangeliske Missionsværks Fremgang fornemmelig i de sidste 25 Aar. Oversætterens Forlag, Kopenhagen 1826.
- En Samtale mellem Fåder Gotfred og hans Børn. 1826.
- Hvad er Aarsagen til Kristenhedens nærværende Fordærvelse.